# Borovskoe Šosse (metropolitana di Mosca)
Borovskoe Šosse (in russo: Боровское шоссе) è una stazione della metropolitana di Mosca. Inaugurata il 30 agosto 2018 assieme ad altre 6 stazioni della linea 8, la stazione serve il quartiere di Novo-Peredelkino, alla periferia sud-occidentale della capitale russa.